# Dener Jaanimaa
Dener "Danger" Jaanimaa, född 9 augusti 1989 i Tallinn i dåvarande Estniska SSR, är en estländsk handbollsspelare (högernia). Han har bland annat spelat för svenska klubben LIF Lindesberg (2009–2011) och de tyska klubbarna HSV Hamburg (2015–2016), THW Kiel (2016) och MT Melsungen (2016–2018).